# Марина Севира
Марина Севира (лат. Marina Severa, IV век — IV век)  —  первая жена римского императора Валентиниана I, мать императора  Грациана.
О Марине Севире сохранилось крайне мало сведений. Её полное имя неизвестно —  Сократ Схоластик называл её Севирой,  в то время как более поздние источники Иоанн Малала, «Пасхальная хроника» и Иоанн из Никиу именуют её Мариной.
18 апреля 359 года в Сирмии Марина Севира родила своему мужу, римскому  офицеру в ранге трибуна Валентиниану сына Грациана. В 364 году  Валентиниан стал римским императором, а в 367 году он провозгласил 8-летнего Грациана своим соправителем в Западной Римской империи с титулом августа.
Имя Марины Севиры возникает в источниках только в связи с историей её развода с Валентинианом и браком последнего с Юстиной. Историки датируют эти события примерно 370 годом. По словам Зосимы, Юстина была исключительной красоты женщиной, вдовой претендента на императорский престол Магненция, погибшего в 353 году. Однако  Сократ Схоластик называет Юстину девицей, которая вошла в ближайшее окружение жены Валентиниана.
Марина Севира, по версии Сократа Схоластика, и свела Юстину с мужем-императором:

«Увидев Юстину, когда та мылась, Севира пленилась красотой девицы и сказала о ней царю, что девица, дочь Юста, дивно красива, и что сама она, хотя женщина, пленилась её благообразием. Царь скрыл в сердце слова жены и решился жениться на Юстине, не оставляя и Севиры, от которой родился у него Грациан, незадолго перед тем провозглашенный царем. Итак, Валентиниан издал закон и объявил по городам, что всякий, кому угодно, может иметь двух законных жён. Этот закон вышел прежде их брака».

Историки сомневаются в существовании закона Валентиниана о двоеженстве. Историк Тимоти Барнс предполагает, что Сократ Схоластик трактовал в занимательном виде постановление Валентиниана по процедуре развода и последующего нового брака для подданных империи.
Иоанн из Никиу передал другую историю, в которой Валентиниан просто изгнал Марину Севиру из дворца и отправил в ссылку за  недостойное поведение. Гнев императора вызвало то, что его жена купила некий сад за малую часть его истинной стоимости, поступив несправедливо с прежней владелицей сада.
Когда Грациан в 16-летнем возрасте стал после смерти Валентиниана правящим императором в 375 году, имя его матери Марины Севиры так и не появилось в источниках.